# Primera División de Costa Rica 2005/06
Die Saison 2005/06 war die 87. Auflage der Primera División de Costa Rica, der höchsten costa-ricanischen Fußballliga. Die Meisterschaft wurde im Apertura-Clausura-Modus gespielt. Saprissa gewann den 24. Meistertitel in der Vereinsgeschichte.

## Austragungsmodus
Die Saison 2005/05 wurde im Apertura-Clausura-System gespielt. Am Ende der Saison trafen der Apertura- und der Clausuragewinner aufeinander, um den Meister auszuspielen. Außerdem wurde eine Gesamttabelle erstellt, um den Absteiger zu ermitteln.
Apertura und Clausura wurden im folgenden Modus gespielt:
- Die zwölf teilnehmenden Vereine wurden in zwei Gruppen A und B aufgeteilt.
- Innerhalb jeder Gruppe trafen die Vereine einmal zuhause und einmal auswärts aufeinander, gegen die Vereine der anderen Gruppe gab es jeweils ein Spiel. Insgesamt ergaben sich so 16 Spiele pro Team.
- Pro Gruppe qualifizierten sich die besten zwei Mannschaften für die Playoffs, in denen - beginnend mit dem Halbfinale - der Meister ausgespielt wurde.

## Endstand

### Apertura

#### Gruppe A
| Pl.             | Verein               | Sp. | S | U | N  | Tore  | Diff. | Punkte |
| --------------- | -------------------- | --- | - | - | -- | ----- | ----- | ------ |
| 01              | LD Alajuelense (M)   | 16  | 9 | 5 | 2  | 29:9  | 20    | 32     |
| 02              | Puntarenas FC        | 16  | 8 | 4 | 4  | 23:15 | 8     | 28     |
| 03              | CS Herediano         | 16  | 8 | 4 | 4  | 23:16 | 7     | 28     |
| 04              | AD Santacruceña (N)  | 16  | 6 | 2 | 8  | 17:19 | −2    | 20     |
| 05              | AD Municipal Liberia | 16  | 2 | 2 | 12 | 9:33  | −24   | 8      |
| 06              | AD Ramonense         | 16  | 0 | 3 | 13 | 7:32  | −25   | 3      |
| Stand: Endstand |                      |     |   |   |    |       |       |        |

#### Gruppe B
| Pl.             | Verein                     | Sp. | S  | U | N  | Tore  | Diff. | Punkte |
| --------------- | -------------------------- | --- | -- | - | -- | ----- | ----- | ------ |
| 01              | CD Saprissa                | 16  | 11 | 4 | 1  | 28:12 | 16    | 37     |
| 02              | AD Municipal Pérez Zeledón | 16  | 7  | 5 | 4  | 21:18 | 3     | 26     |
| 03              | CS Cartaginés              | 16  | 7  | 4 | 5  | 30:22 | 8     | 25     |
| 04              | Brujas FC                  | 16  | 6  | 7 | 3  | 16:12 | 4     | 25     |
| 05              | AD Santos de Guápiles      | 16  | 5  | 6 | 5  | 22:23 | −1    | 21     |
| 06              | AD Carmelita               | 16  | 2  | 4 | 10 | 11:25 | −14   | 10     |
| Stand: Endstand |                            |     |    |   |    |       |       |        |

#### Halbfinale
| Gruppenzweiter             | Gesamt          | Gruppenerster  | Hinspiel | Rückspiel |
| -------------------------- | --------------- | -------------- | -------- | --------- |
| AD Municipal Pérez Zeledón | 1:1 (5:4 i. E.) | LD Alajuelense | 1:0      | 0:1 n. V. |
| Puntarenas FC              | 3:4             | CD Saprissa    | 2:0      | 1:4       |

#### Finale
| Halbfinalsieger 1          | Gesamt          | Halbfinalsieger 2 | Hinspiel | Rückspiel |
| -------------------------- | --------------- | ----------------- | -------- | --------- |
| AD Municipal Pérez Zeledón | 2:2 (2:4 i. E.) | CD Saprissa       | 1:1      | 1:1 n. V. |

### Clausura

#### Gruppe A
| Pl.             | Verein               | Sp. | S  | U | N  | Tore  | Diff. | Punkte |
| --------------- | -------------------- | --- | -- | - | -- | ----- | ----- | ------ |
| 01              | Puntarenas FC        | 16  | 11 | 4 | 1  | 29:12 | 17    | 37     |
| 02              | CD Saprissa          | 16  | 10 | 3 | 3  | 22:16 | 6     | 33     |
| 03              | AD Municipal Liberia | 16  | 10 | 2 | 4  | 28:18 | 10    | 32     |
| 04              | CS Herediano         | 16  | 7  | 2 | 7  | 19:18 | 1     | 23     |
| 05              | AD Ramonense         | 16  | 6  | 1 | 9  | 16:19 | −3    | 19     |
| 06              | AD Santacruceña (N)  | 16  | 2  | 1 | 13 | 9:29  | −20   | 7      |
| Stand: Endstand |                      |     |    |   |    |       |       |        |

#### Gruppe B
| Pl.             | Verein                     | Sp. | S | U | N | Tore  | Diff. | Punkte |
| --------------- | -------------------------- | --- | - | - | - | ----- | ----- | ------ |
| 01              | Brujas FC                  | 16  | 7 | 3 | 6 | 19:17 | 2     | 24     |
| 02              | LD Alajuelense (M)         | 16  | 7 | 2 | 7 | 20:15 | 5     | 23     |
| 03              | AD Municipal Pérez Zeledón | 16  | 6 | 4 | 6 | 20:16 | 4     | 22     |
| 04              | AD Carmelita               | 16  | 5 | 4 | 7 | 18:19 | −1    | 19     |
| 05              | CS Cartaginés              | 16  | 4 | 5 | 7 | 15:22 | −7    | 17     |
| 06              | AD Santos de Guápiles      | 16  | 4 | 3 | 9 | 15:29 | −14   | 15     |
| Stand: Endstand |                            |     |   |   |   |       |       |        |

#### Halbfinale
| Gruppenzweiter | Gesamt | Gruppenerster | Hinspiel | Rückspiel |
| -------------- | ------ | ------------- | -------- | --------- |
| LD Alajuelense | 3:1    | Puntarenas FC | 2:0      | 1:1       |
| CD Saprissa    | 3:1    | Brujas FC     | 1:0      | 2:1       |

#### Finale
| Halbfinalsieger 1 | Gesamt | Halbfinalsieger 2 | Hinspiel | Rückspiel |
| ----------------- | ------ | ----------------- | -------- | --------- |
| LD Alajuelense    | 2:3    | CD Saprissa       | 1:1      | 1:2       |

### Meisterschaftsfinale
| Sieger Apertura | Gesamt | Sieger Clausura | Hinspiel | Rückspiel |
| --------------- | ------ | --------------- | -------- | --------- |
| CD Saprissa     |        | CD Saprissa     |          |           |

| * | kein Spiel, da Saprissa beide Runden gewonnen hat |

### Gesamttabelle
| Pl.             | Verein                     | Sp. | S  | U  | N  | Tore  | Diff. | Punkte |
| --------------- | -------------------------- | --- | -- | -- | -- | ----- | ----- | ------ |
| 01              | CD Saprissa                | 32  | 21 | 7  | 4  | 50:34 | 16    | 70     |
| 02              | Puntarenas FC              | 32  | 19 | 8  | 5  | 52:27 | 25    | 65     |
| 03              | LD Alajuelense (M)         | 32  | 16 | 7  | 9  | 49:24 | 25    | 55     |
| 04              | CS Herediano               | 32  | 15 | 6  | 11 | 42:34 | 8     | 51     |
| 05              | Brujas FC                  | 32  | 13 | 10 | 9  | 35:29 | 6     | 49     |
| 06              | AD Municipal Pérez Zeledón | 32  | 13 | 9  | 10 | 41:34 | 7     | 48     |
| 07              | CS Cartaginés              | 32  | 11 | 9  | 12 | 45:44 | 1     | 42     |
| 08              | AD Municipal Liberia       | 32  | 12 | 4  | 16 | 37:51 | −14   | 40     |
| 09              | AD Santos de Guápiles      | 32  | 9  | 9  | 14 | 37:52 | −15   | 36     |
| 10              | AD Carmelita               | 32  | 7  | 8  | 17 | 29:44 | −15   | 29     |
| 11              | AD Santacruceña (N)        | 32  | 8  | 3  | 21 | 26:48 | −22   | 27     |
| 12              | AD Ramonense               | 32  | 6  | 4  | 22 | 23:51 | −28   | 22     |
| Stand: Endstand |                            |     |    |    |    |       |       |        |